# Подойніцино
Подойні́цино (рос. Подойницыно) — село у складі Балейського району Забайкальського краю, Росія. Адміністративний центр Подойніцинського сільського поселення.

## Населення
Населення — 484 особи (2010; 548 у 2002).
Національний склад (станом на 2002 рік):
- росіяни — 99 %